# Amanda Crew
Amanda Catherine Crew (født 5. juni 1986) er en canadisk film og tv-skuespillerinde, bedst kendt for sin rolle som Felicia Alpine i teenagekomediefilmen Sex Drive fra 2008.
Crew begyndte at spille skuespil i fjerde klasse, og fik rollen i en musical kaldet Dragon Tales. Tre agenter kontaktede hende, og hun har spillet skuespil lige siden. I starten af sin karriere medvirkede hun i en Coca-Colareklame og spillede med i teaterstykker som Stalling, Cordstons Courts, og Langley, the Musical. Hun fik undervisning på American Academy of Dramatic Arts i 2003 på Tarlington Training og Arousal Theatre School.
Crew fik sit første gennembrud som 18-årig da hun fik rollen som Tanis McTaggart på YTVs teenagedramaserie 15/Love. Efter at have forladt showet i 2005, var hun gæstestjerne i tv-serien Life As We Know It og Smallville og medvirkede som Carrie Miller i CTV dramaserien Whistler. Hun havde også biroller i filmene Final Destination 3, She's the Man, Sex Drive, The Haunting in Connecticut, The Death and Life of Charlie St. Cloud and Breaking the Girl.

## Filmografi
- 15/Love (2004-2005) (TV) Tanis McTaggart (23 episoder)
- Life As We Know It (2005) (TV) Polly Brewer (2 episoder)
- Smallville (2005) (TV Episode) Sorority Girl (1 episode)
- Meltdown: Days of Destruction (2006) (TV) Kimberly
- Final Destination 3 (2006) Julie Christensen
- She's the Man (2006) Kia
- John Tucker Must Die (2006) Hallway Girl #1
- Whistler (2006) (TV-Series) Carrie Miller
- That One Night (2008) Marie
- Monster Ark (2008) (TV) Joanna
- Sex Drive (2008) Felicia Alpine
- The Haunting in Connecticut (2009) Wendy Campbell
- The Break-Up Artist (2009) Britney Brooke
- The Death and Life of Charlie St. Cloud (2010) Tess Carroll